# Born for You
Born for You es una serie de televisión filipina transmitida por ABS-CBN desde el 20 de junio hasta el 16 de septiembre de 2016. Está protagonizada por Janella Salvador y Elmo Magalona, con la participación antagónica de Ayen Munji-Laurel y Freddie Webb, y las actuaciones estelares de Vina Morales y Ariel Rivera.

## Argumento
Sam Kazuko (Janella Salvador) es una cantante filipina aspirantes que crece en Japón. Un romántico empedernido, ella cree en el concepto de Hilo Rojo del Destino, una creencia japonesa. Que dice que un hilo rojo invisible conecta a dos personas y se establecen destinados a cumplir con los demás en cualquier parte del mundo. Por otra parte. Kevin Sebastian (Elmo Magalona) un ídolo adolescente popular en las Filipinas e hijo de un icono de la OPM, Mike Sebastian (Ariel Rivera), que popularizó la canción "Born for You". Kevin duda de la autenticidad del amor y el destino, debido a una complicada relación de sus padres. Su amor por la música traerá Sam y Kevin juntos, pero también podría ser la razón de su incipiente romance a ser cortada. El padre de Sam, Buddy (Bernard Palanca), compuso la canción "Born For You" para su esposa Cathy (Vina Morales). Pero Marge (Ayen Munji-Laurel), la hija del dueño del sello discográfico más rico del país, se robó la canción y se la dio a Mike con la esperanza de ganar el corazón de la cantante masculino. Todo el tiempo que pasó acuerdo con los planes de Marge como ella se casó con Mike y dio a luz a Kevin. Mientras que estamos viviendo una vida feliz. La familia de compañero estaba sufriendo a causa de su repentina muerte, lo que llevó a Cathy a trabajar en Japón para proporcionar a Sam. ¿Qué destino les espera a Sam y Kevin? ¿Cómo va más allá de sus padres afectar a su destino? ¿El hilo rojo que los une se rompe?

## Elenco

### Elenco principal
- Janella Salvador como Samantha "Sam" Kazuko.
- Elmo Magalona como Kevin Sebastian.

### Elenco secundario
- Vina Morales como Catherine "Cathy" Pelayo-Reyes / Catherine "Cathy" Pelayo-Kazuko.
- Ariel Rivera como Mike Sebastian.
- Ysabel Ortega como Niña.
- Ayen Munji-Laurel como Margaret "Marge" Marquez-Sebastian.
- Gina Pareño como Caridad "Lola Caring" Pelayo.
- Freddie Webb como Ralph Marquez.
- Kyline Alcantara como Chloe Sebastian.
- Joj Agpangan como Mica.
- Francis Magundayao como Allan.
- Jimboy Martin como Joms.
- Alfred Alain como Funky.
- Neil Coleta como Patrick.
- Young JV como Mix.
- Ogie Diaz como Desmond.
- Smokey Manaloto como Jimmy.
- Katya Santos como Tess.
- DJ Durano como Leonard.
- Paolo O'Hara como Boogie.
- Jett Pangan como Marcus.

### Participación especial
- Bernard Palanca como Salvador "Buddy" Reyes.
- Ashley Sarmiento como Samantha "Sam" Kazuko (joven).
- Richmont Padayao como Kevin Sebastian (joven).